# Рудник Кінг-оф-зе-Гіллз
Рудник Кінг-оф-зе-Гіллз (King of the Hills, KOTH) – гірничодобувний майданчик на заході Австралії. На першому етапі існування був відомий як Тармула (Tarmoola).
Відомо, що старателі вели обмежений видобуток золота в районі майбутньої копальні з 1898 по 1918 (за іншими даними – з 1897 по 1914) роки, при цьому використовували підземний спосіб робіт. За цей час вилучили 23 тисячі тонн руди з високим – біля 20 грамм на тонну – вмістом золота, що дозволило отримати 0,46 тонни цього металу.
В 1986 та 1987 роках компанія Kulim організувала роботи у двох невеликих кар’єрах, після чого продала свої права компанії Arboynne. Остання спробувала продовжити розробку, проте стрілась з проблемами, які так і не змогла подолати. Загальний обсяг вилученої Kulim та Arboynne руди склав 409 тисяч тонн, що дозволило отримати 1,7 тонни золота.
В 1990-му рудник викупили компанія Mt Edon Gold Mines Australia NL, що вела розвідку на прилеглих ділянках. Це дало можливість об’єднати виявлені поклади KOTH, KOTH West та KOTH Extended в межах єдиного проекту Тармула та узятись за розробку з використанням великого кар’єру. В 1997-му проект придбали австралійська Camelot Resources та канадська Teck Corporation, а вже у 1998-му Camelot Resources стала дочірньою структурою Teck Corporation і була перейменована на Pacific Mining Corporation Limited (Pacmin). В 2002-му Pacmin придбала компанія Sons of Gwalia, що мала в тому ж регіоні великий золотий рудник Гвалія.
Розробка 7кар’єру була перервана в 2004 році великим зсувом на його борту. На цей момент з нього встигли вилучити 29,3 млн тонн руди, що дозволило отримати 50,2 тонни золота. Глибина кар’єру Тармула досягнула 285 метрів.
В 2005-му компанія St Barbara Limited придбала Sons of Gwalia, після чого з 2011 по 2014 роки вела розробку покладів, які залягають під дном кар’єру, за допомогою підземного рудника King of the Hills. Всього було видобуто 1,9 млн тонн руди та вилучено 7,8 тонни золота.
В 2015-му рудник продали компанії Saracen Mineral Holdings Limited, що в 2016-му відновила підземні роботи, але встигла вилучити лише 86 тисяч тонн руди (біля 0,3 тонни золота), після чого з 2017-го новим власником стала Red 5 Limited. На цей момент загальний накопичений видобуток з 1897 по 2017 роки становив 31,7 млн тонн руди (з них 1,9 млн тонн підземним способом) з отриманням 60,5 тонни золота, а глибина підземних робіт досягнула 380 метрів.
В 2018-му Red 5 Limited продовжила підземні роботи, при цьому продукція копальні вивозилась для переробки на рудник Дарлот. Наприкінці 2018-го повідомлялось, що накопичений підземний видобуток досягнув вже 2,5 млн тонн руди, а станом на 2020-й рудник продовжував працювати з середньорічною потужністю біля 0,5 млн тонн руди.
Одночасно велась дорозвідка та створення нового проекту, який передбачив відновлення відкритої розробки з досягненням глибини кар’єру у 450 метрів. Запланували і продовження підземних робіт, що мають досягнути показника у 670 метрів. 
З 2021-го руду KOTH припинили відправляти на Дарлот, а почали накопичувати для запуску нової фабрики вилучення золота потужністю 4 млн тонн руди на рік (вона ж мала приймати на переробку і продукцію з Дарлот). Запуск почався в червні 2022-го, а станом на грудень того ж року фабрика вийшла на проектний режим. Невдовзі видали замовлення на збільшення потужності фабрики до 6 млн тонн руди на рік, що має відбутись до кінця 2026 року. 
Станом на середину 2022-го запаси проекту визначили у 63 млн тонн руди (з них лише 2,8 млн тонн для підземної розробки) та 78 тонн золота (крім того, ресурси всіх трьох категорія – виміряні, показані та передбачені – оцінили у 95 млн тонн руди та 137 тонн золота).